# فيليبي كالديرون (كاتب)
فيليبي كالديرون هو محامي وكاتب ومؤلف فلبيني، ولد في 4 أبريل 1868 في Tanza ‏ في الفلبين، وتوفي في 6 يوليو 1908 في مانيلا في الفلبين.